# Natriumsalt
Natriumsalter är salter som består av positivt laddade natriumjoner och negativt laddade joner av olika oorganiska eller organiska syror. De kan t.ex. bildas genom neutralisering av syran med basen natriumhydroxid.

## Kategorisering
Natriumsalter kan delas in i:
- natriumsalter av  organiska syror (t.ex. karboxylsyrorna, så som  myrsyra och ättiksyra). Även organiska ämnen med andra funktionella grupper som kan avge en proton kan bilda natriumsalter, t.ex. organiska sulfonsyror.
- natriumsalter av oorganiska syror (t.ex. svavelsyra, saltsyra, salpetersyra och fosforsyra)